# Тетабьяте
Тетабьяте (Тетабиате; Tetabiate — Tetaviecti на языке яки или йоэме «катящийся камень»), также известный как Хуан Мальдонадо Васвечия Бельтран (Juan Maldonado Waswechia Beltran; 28 августа 1857 — 9 июля 1901) — один из руководителей борьбы коренных народов за землю в Мексике. После казни Кахеме в 1887 году — лидер сопротивления яки попыткам правительства ценой разрушения общественного уклада народа полностью инкорпорировать их в мексиканское государство.

## Биография
Тетабьяте был сыном Пабло Мальдонадо и Фелипы Бельтран. Родился в Эрмосильо (Сонора, Мексика) и был крещен в Кафедральном соборе Асунсьона в Эрмосильо 31 августа 1857 года.
На протяжении всего периода диктатуры Порфирио Диаса индейский народ яки вёл борьбу против правительственных войск, пытавшихся уничтожить коренных жителей и захватить их земли.
После пленения и гибели Хосе Марии Кахеме 23 апреля 1887 года Тетабьяте возглавил борьбу соплеменников в штате Сонора в партизанской войне против правительства Порфирио Диаса на протяжении следующих 14 лет.
Основными требованиями повстанцев были национальная автономия и возврат отнятых у них латифундистами земель, однако попытки Тетабиате добиться диалога с властями и мирного решения вопроса не увенчались успехом. Он был убит 9 июля 1901 года в горах Бакатете в Соноре, сражаясь с мексиканскими войсками под командованием Лорето Вильи. После смерти своего отца сын Тетабьяте, Гильермо, продолжил борьбу с мексиканскими войсками, которая продолжалось до 1909 года.